# Nehalennia Corona
La Nehalennia Corona è una struttura geologica della superficie di Venere.